# Astathes fasciata
Astathes fasciata là một loài bọ cánh cứng trong họ Cerambycidae.